# Hamiet Bluiett
Hamiet Bluiett (Brooklyn, 16 september 1940 - St. Louis, 4 oktober 2018) was een Amerikaanse jazzmuzikant (saxofoon, klarinet, fluit).

## Biografie
Bluiett groeide op in de buurt van East St. Louis en leerde fluit en klarinet spelen, voordat hij wisselde naar de baritonsaxofoon. Aan het einde van zijn militaire diensttijd bij de United States Navy kwam het tot een eerste plaatproductie met de plaatselijke band Leo's Five rond de zanger en nachtclubeigenaar Leo Gooden. Vervolgens verhuisde hij naar St. Louis, waar hij zich aansloot bij de Black Artists Group en wiens bigband hij leidde. In 1969 verhuisde hij naar New York om te gaan werken met Sam Rivers, het Thad Jones/Mel Lewis Orchestra en Charles Mingus (Mingus at Carnegie Hall). Vervolgens formeerde hij een kwartet met Don Pullen, Fred Hopkins, Billy Hart en Don Moye.
In 1974 speelde hij met Anthony Braxton en de Black Artists Group-collega's Julius Hemphill en Oliver Lake een compositie voor vier saxofoons van Braxton. Dit ensemble vormde het voorbeeld voor het World Saxophone Quartet, dat werd geformeerd in 1977 en dat dit tot eind jaren 2000 behoorde. Met de eigen band, die hij daarna formeerde, bewoog Bluiett zich meestal tussen blues, gospel en avant-gardejazz. Hij werkte ook met Babatunde Olatunji, Abdullah Ibrahim, D.D. Jackson (Paired Down, 1997), Stevie Wonder en Marvin Gaye.

## Gezondheid en overlijden
In 2002 keerde hij terug naar zijn geboortestad om van 2012 tot 2014 nog een keer twee jaar te verblijven in New York, totdat gezondheidsklachten de overhand kregen. Hij overleed in oktober 2018 op 78-jarige leeftijd in St. Louis.

## Discografie
- 1976: Endangered Species (India Navigation)
- 1977: Live in New York City (India Navigation)
- 1979: Im/possible to Keep (India Navigation)
- 1987: The Clarinet Family (Black Saint)
- 1991: If You Have To Ask...You Don't Need To Know (Tutu Records)
- 1996: Bluiett's Barbecue Band (Mapleshade Records)
- 1998: Bluiett Baritone Saxophone Group. Live at the Knitting Factory (Knitting Factory)
- 1998: Bluiett Baritone Nation. Libation for the Baritone Saxophone Nation (Justin Time Records)
- 2002: Blueblack – met James Carter, Patience Higgins en Alex Harding, er werden o.a. vijf composities gespeeld van Coleridge-Taylor Perkinson.